# Лисичета
„Лисичета“ (на английски: The Little Foxes) е пиеса от 1939 г., написана от Лилиан Хелман, която е считана за драматична класика на 20-ти век.

## Продукция
Продуцирана и режисирана от Хърман Шумлин, оригиналната бродуейска продукция на „Лисичета“ се играе за пръв път на 15 февруари 1939 г. в National Theatre. Свалят я от афиша на 3 февруари 1940 г., след 410 изпълнения преди двусезонното си турне в Съединените щати.

### Актьорски състав
- Талула Банкхед – Реджина Хюбърд Гидънс[3]
- Патриша Колиндж – Бърди Хюбърд[3]
- Франк Конрой – Хорас Гидънс[3]
- Лий Бейкър – Уилям Маршъл[3]
- Чарлс Дингъл – Бенджамин Хюбърд[3]
- Дан Дюрея – Лео Хюбърд[3]
- Джон Мариот – Кал[3]
- Аби Мичъл – Ади[3]
- Карл Бентън Рийд – Оскар Хюбърд[3]
- Флорънс Уилямс – Александра Гидънс[3]

На 30 октомври 1939 г. Юджиния Ролс замества Флорънс Уилямс в ролята на Александра Гидънс. Ролс прави бродуейския си дебют като една от ученичките в пиесата на Хелман „Часът на децата“ през 1934 г., която също е продуцирана и режисирана от Хърман Шумлин. Ролс играе Александра за останалата част от Бродуей и националното турне, което е последвано.
Обиколката на 104 града на „Лисичета“ започва на 5 февруари 1940 г. в град Вашингтон и приключва на 15 април 1941 г. във Филаделфия.

## Филм
Лилиан Хелман написва сценария за филмовата версия през 1941 г., като продуцент е Самюъл Голдуин, а режисьор е Уилям Уайлър. Бети Дейвис, Хърбърт Маршъл и Тереза Райт играят Реджина, Хорас и Александра Гидънс.
Изборът Дейвис да играе Реджина много ядосва Талула Банкхед. Не защото тя не е избрана, тъй като е практика през 40-те години филмови звезди да пресъздават героите във филмови адаптации на Бродуейски пиеси, а не оригиналните театрални актьори. Причината е защото тя самата е в лоши отношения с Бети Дейвис.

## В България
В България пиесата се играе за пръв път около 1975 г. в Народния театър „Иван Вазов“. Ролите изпълняват 
актьорите Йорданка Кузманова (Реджина), Наум Шопов, Коста Цонев, Йосиф Сърчаджиев, Петър Пейков, Добринка Станкова (Ади), Мариана Аламанчева, Ганчо Ганчев, Добри Добрев и Мила Падарева.
В България пиесата е поставена за втори път на 13 декември 2017 г. в Народния театър „Иван Вазов“. Режисьор на пиесата е Бина Харалампиева, а в пиесата участват Ана Пападопулу (Бърди), Теодора Духовникова (Реджина), Радина Боршош (Александра), Параскева Джукелова, Дарин Ангелов (Бен), Иван Юруков (Хорас), Христо Петков (Оскар), Цветан Алексиев, Цветомира Даскалова (Ади) и Марин Рангелов.

### Награди

#### „Аскеер“, 2018 г.
- „Поддържаща женска роля“ на Ана Пападопулу за ролята на Бърди[13][14]

### Номинации

#### Награди „Икар“, 2018 г.
- Номинация в категория „Водеща мъжка роля“ на Иван Юруков за ролята на Хорас[15][16]
- Номинация в категория „Водеща женска роля“ на Теодора Духовникова за ролята на Реджина[15][16]
- Номинация в категория „Поддържаща женска роля“ на Ана Пападопулу за ролята на Бърди[15][16]

#### Награди „Аскеер“, 2018 г.
- Номинация в категория „Режисура“ на Бина Харалампиева
- Номинация в категория „Водеща женска роля“ на Теодора Духовникова за ролята на Реджина
- Номинация в категориите „Сценография“ и „Костюмография“ на Свила Величкова